# HD 33654
HD 33654，又名BD+53 872，SAO 25087、HR 1692，是一颗恒星，视星等为6.2，位于銀經156.46，銀緯8.45，其B1900.0坐标为赤經5h 6m 42.7s，赤緯+53° 8.45′ 43″。